# Веннстрём, Магнус
Магнус Веннстрём (швед. Magnus Wennström; 21 сентября 1979, Ландскруна, Швеция) — бывший шведский хоккейст, вратарь. Ныне - тренер.

## Карьера
Практически всю свою игровую карьеру провел в клубе «Рёгле». Входил в состав молодежной сборной Швеции, которая в 1996 году стала серебряным призером Чемпионата мира U20 в США.
Через год после окончания карьеры Веннстрём стал работать с вратарями в «Рёгле». На этой должности он находился 15 лет (при этом дважды его статус повышался до ассистента тренера). В 2021 года работал с голкиперами сборной Дании на Чемпионате мира в Риге. Летом того же года вошел в штаб Алексея Кудашова в московском «Динамо», впервые получив возможность поработать в иностранной команде. После окончания сезона в КХЛ Веннстрём перешел в «Регле», где он занялся управленческой должностью в молодежной команде. Через некоторое время специалист вновь вернулся в сборную Дании, где он стал помогать своему соотечественнику — шведу Микаэлю Кринц-Гату.

## Достижения
- Серебряный призер Чемпионата мира среди молодежных команд (1): 1996.

## Семья
Дети Вённстрёма Кевин (род. 2000) и Мелвин (род. 2001) также являются хоккеистами.